# Ingrid Lamby
Thelma Ingrid Emilia Almqvist-Lamby, född 18 april 1919 i Gustav Vasa församling i  Stockholm, död 14 november 1995 i Danderyds församling i Danderyd, var en svensk konstnär och tecknare.
Hon var dotter till byråchefen Aldo Almqvist och Thelma Olsson och från 1944 gift med arkitekten Palle Lamby. Hon studerade vid Högre konstindustriella skolan i Stockholm 1941 och under studieresor till England och Italien. Tillsammans med Bengt Carlberg ställde hon ut i Mariestad 1953. Hennes konst består av porträtt och landskap huvudsakligen utförda i akvarell samt illustrationer för skolböcker. Hon var under flera år verksam som formgivare av heraldiska föremål och har bland annat formgivit kommunvapen till Vännäs kommun, Malå kommun och Härnösands kommun.